# Неандертальский музей
Неандертальский музей (нем. Neanderthal Museum) — музей в долине Неандерталь (Германия), посвященный ископаемым останкам неандертальца и культуре неандертальцев в целом. Расположен в долине реки Дюссель, между городами Эркрат и Меттман (административный округ Дюссельдорф). В музее представлены экспонаты древней истории человека, прежде всего, предметы из жизни неандертальцев.

## Музей
Музей был основан в 1996 году по проекту архитекторов Гюнтера Цампа Кельпа, Юлиуса Крауса и Арно Брандльхюбера. Финансируется благотворительным «Обществом неандертальца» (нем. Neanderthaler-Gesellschaft e.V.). Ежегодно музей посещают около 165 000 человек.
Музейная территория включает в себя два пеших маршрута. Первый, длинной 500 метров, ведет к месту находки костей неандертальца в 1856 году. Гора, в которой непосредственно располагалась пещера Фельдгоф, была разрушена в результате добычи известняка. На месте находки подготовлена инсталляция, посвященная истории пещеры и экологической нише, которую занимал неандерталец.
Второй маршрут, протяженностью около 8 км, проложен по природному парку «Заповедник ледникового периода» (нем. Eiszeitliche Wildgehege Neandertal). В парке можно ознакомиться с европейской фауной ледникового периода (тарпанами, зубрами и т. д.)
Основная экспозиция представляет собой спиральный зал, экспонаты которого знакомят посетителей с эволюцией человечества и местом неандертальца в родословной рода Homo.
В принадлежащей музею мастерской каменного века (нем. Steinzeitwerkstatt) организуются археотехнические занятия по изготовлению каменных орудий и антропологические мастер-классы, на которых участники работают со слепками современных человеческих и ископаемых костей. В музее имеются сувенирный магазин и кафе.